# Беково (Ленинградская область)
Беково — деревня в Мшинском сельском поселении Лужского района Ленинградской области.

## История

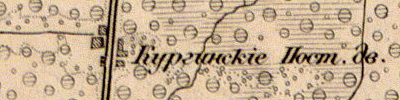
Земли деревни Беково на карте 1863 года

Согласно карте из «Исторического атласа Санкт-Петербургской Губернии» 1863 года на месте современной деревни Беково находились Кургинские постоялые дворы.
Деревня была освобождена от немецко-фашистских оккупантов 3 февраля 1944 года.
По данным 1966, 1973 и 1990 годов деревня Беково входила в состав Мшинского сельсовета.
По данным 1997 и 2002 годов в деревне Беково Мшинской волости не было постоянного населения.
В 2007 году в деревне Беково Мшинского СП проживал 1 человек.

## География
Деревня расположена в северной части района на автодороге Р23 «Псков» (E 95, Санкт-Петербург — граница с Белоруссией).
Расстояние до административного центра поселения — 19 км.
Расстояние до ближайшей железнодорожной платформы Дивенская — 10 км.

## Демография
| 1862 | 1997 | 2007 | 2010 | 2017 |
| ---- | ---- | ---- | ---- | ---- |
| 42   | ↘0   | ↗1   | ↘0   | ↗1   |